# Collegiata di Sant'Antonio Abate
La chiesa collegiata di Sant'Antonio abate si trova a Locarno nell'omonima piazza.

## Storia
La chiesa venne eretta nella prima metà del XIV secolo, anche se l'aspetto odierno (a parte la facciata) risale a successivi rimaneggiamenti terminati nel 1664 per quanto riguarda l'edificio esteriore, al 1682 per quanto riguarda il coro ed al 1692 per quanto riguarda la navata. L'11 gennaio 1863 crollò una delle volte di una campata, provocando la morte di 47 persone presenti in quel momento all'interno dell'edificio. In seguito ai lavori di ricostruzione venne modificata la facciata dell'edificio, realizzandola in stile neoclassico su ispirazione della chiesa di San Vittore di Cannobio.

## Descrizione

### Campanile
Il campanile venne costruito nel XVII secolo, anche se successivamente venne più volte rialzato nel corso del XVIII secolo. Al suo interno si trovano cinque campane elettrificate:
| Nome       | Nota | Fonditore       | Anno di fusione |
| ---------- | ---- | --------------- | --------------- |
| Campanone  | Si2  | Barigozzi       | 1849            |
| Seconda    | Mi3  | Achille Mazzola | 1922            |
| Terza      | Re#3 | Barigozzi       | 1849            |
| Quarta     | Do#3 | Barigozzi       | 1849            |
| Campanella | Fa4  | non indicato    | 1761            |

### Interno
La pianta è a navata singola, con diverse cappelle disposte lungo i due lati maggiori ed un transetto. Il soffitto è sorretto da pilastri corinzi mentre le campate hanno la volta a botte; la crociera è conclusa da una cupola. Lungo le pareti interne e nelle cappelle laterali si trovano diversi dipinti ed affreschi di maestri locali del XVIII e XIX secolo. Tra questi si annovera Antonio Felice Orelli, che nel 1742 realizzò le pitture che ornano la cappella meridionale del transetto.

### Organo a canne
Sulla cantoria lignea in controfacciata, si trova l'organo a canne. Lo strumento, costruito nel 1872 da Adeodato Bossi-Urbani, è frutto di rimaneggiamenti e restauri successivi, di cui l'ultimo nel 1991 ad opera di Italo Marzi, che ne hanno alterato le sue originarie caratteristiche.
Dopo circa un decennio in pessime condizioni (perdite d'aria e materiali di pessima fattura utilizzati nei restauri costringevano l'organo ad un veloce deterioramento) lo strumento è stato sottoposto nella primavera del 2016 ad un'accurata manutenzione straordinaria ad opera di Ilic Colzani che, pur dovendo mantenere il materiale costruttivo dei precedenti interventi (l'edificio è infatti un bene tutelato a livello cantonale), ha permesso allo strumento di esprimere al meglio le proprie potenzialità timbriche.
Lo strumento, che mantiene la severa cassa neoclassica originaria, ha due tastiere di 61 note ciascuna ed una pedaliera concavo-radiale di 32. La trasmissione è mista, meccanica per i manuali e il pedale ed elettrica per i registri e le combinazioni. Dispone di 43 registri.